# Vítkov (výhybna)
Vítkov (nebo též Výh Vítkov) byla výhybna, která se v letech 1926 až 2008 nacházela na jednokolejné trati mezi stanicemi Praha-Vysočany (později odbočkou Rokytka), resp. Praha-Libeň a Praha hlavní nádraží. Stavědlo odbočky s dopravní kanceláří leželo v km 3,466 trati Praha-Vysočany – Praha-Smíchov, což se rovnalo km 1,810 trati Praha-Libeň - Praha hl. n.

## Historie
Trať, na které byla později vybudována výhybna Vítkov, byla společností Turnovsko-kralupsko-pražská dráha dostavěna v roce 1872 společně s tunelem pod vrchem Vítkov. Rostoucí počet vlaků si však vynutil výstavbu výhybny Vítkov, která byla dána do provozu v květnu 1926, současně se zprovozněním krátké spojky mezi Vítkovem a Libní horním nádražím. Výhybna byla vybavena elektrodynamickým zabezpečovacím zařízením se světelnými odjezdovými návěstidly.
V letech 1985-1988 bylo ve stanici Prahy-Holešovice zřízeno pracoviště dálkového řízení trati Praha - Kralupy, kam byla zapojena i výhybna Vítkov. Přestože byla výhybna běžně dálkově ovládána z Holešovic, na stavědle výhybky byl přítomen výpravčí, který sledoval jízdu vlaků a byl schopen převzít obsluhu zabezpečovacího zařízení na místní řízení. Po výstavbě nové trati mezi Libní, resp. odbočkou Rokytka, a hlavním nádražím – tzv. Nové spojení – byl k 1. září 2008 ukončen provoz na staré trati pod Vítkovem a tím byla ukončena i existence výhybny Vítkov, jejíž kolejiště bylo následně zlikvidováno.

## Popis výhybny
V letech před ukončením provozu byla výhybna vybavena reléovým zabezpečovací zařízením AŽD 71, které bylo dálkově ovládáno z Prahy-Holešovic (pomocí rozhraní JOP) nebo bylo ovládáno místně pohotovostním výpravčím z dopravní kanceláře výhybny.
Ve výhybně byly dvě dopravní koleje, přičemž přímá kolej (ve směru od hlavního nádraží) byla rozdělena cestovými návěstidly (Lc1 a Sc1) na kolej 1a (užitečná délka 231 m) a 1 (335 m), dohromady měla tato rozdělená kolej užitečnou délku 659 m. Kolej č. 2 pak měla užitečnou délku 652 metrů. Do východního (libeňského) zhlaví bylo kolejově napojeno depo Českých drah Praha-Libeň (součást DKV Praha). Do zabezpečovacího zařízení výhybny bylo zapojeno celkem 10 výhybek s elektromotorickými přestavníky. Na zhlaví od hlavního nádraží byly dvě výhybky: č. 1 pro rozdělení jednokolejky na dvě koleje výhybny a č. 2 z druhé koleje do odvratné koleje. Na opačném zhlaví byly čtyři výhybky (č. 5, 6, 7 a 8) ve dvojité kolejové spojce, která umožňovala libovolnou jízdu mezi kolejemi výhybny a jednokolejnými tratěmi směr odbočka Rokytka) a Praha-Libeň. Dále na koleji směrem k Libni pak bylo odbočení do depa s výhybkou č. 9 a s odvratnou kolejí napojenou výhybkou č. 10.
Výhybna byla kryta ve směru od hlavního nádraží vjezdovým návěstidlem L, které bylo umístěno již před Vítkovským tunelem, takže záhlaví na této straně výhybny mělo délku 635 metrů. Na opačné straně byl vjezd do výhybny kryt vjezdovými návěstidly S od odbočky Rokytka a BS od Prahy-Libně.
Jízda vlaků mezi výhybnou a hlavním nádražím byla zabezpečena obousměrným čtyřznakovým automatickým blokem. Jízdy mezi výhybnou a Rokytkou, resp. Libní, pak byly zajištěny automatickým hradlem bez návěstního bodu.